# Уггла, Клас
Барон Клас Уггла (швед. Claas Johansson Uggla; 1614 — 1 июня 1676) — шведский дипломат военачальник и адмирал.

## Биография
Уггла начал с дипломатической деятельности, в 1634 году участвовал в посольстве Гюлленшерны в Москву, а в 1635 году в посольстве Спарре в Варшаву.
С 1644 года Уггла принимает участие в войне с Данией, сначала как доброволец, а позже переходит уже на военную службу; при осаде Праги в 1648 году он проявил редкое мужество, что было оценено пфальцграфом Карлом-Густавом, впоследствии занявшим шведский престол.
В 1650 году получил чин капитана королевской лейб-гвардии, участвовал в польском походе Карла X, а с 1657 года перешел во флот и участвовал в войнах с Данией. Особенно прославился он в битве с голландским флотом при Эрезунде в 1658 году.
С 1660 года Уггла произведен в адмирал-лейтенанты, три года провел в Любеке, наблюдал за постройкою военных кораблей, заказанных шведским правительством.
В 1670 году Уггла достиг чина адмирала, а в 1676 году был пожалован в бароны. В том же году он участвовал в войне с Данией. Участвовал в Ясмундском сражении. В морской битве при Эланде он проявил чудеса храбрости и погиб.